# Utah Mammoth
Los Utah Mammoth (en español, Mamút de Utah) son un equipo profesional de hockey sobre hielo de los Estados Unidos con sede en Salt Lake City, Utah. Compiten en la División Central de la Conferencia Oeste de la National Hockey League (NHL) y disputan sus partidos como locales en el Delta Center.
El equipo fue fundado en 2024 con el nombre provisional de Utah Hockey Club a partir de los activos de los desaparecidos Arizona Coyotes y un año más tarde reveló su denominación definitiva.

## Historia

### 2024-presente: Fundación y primeros años
La creación de los Utah Mammoth tiene su origen en el intento fallido de los Arizona Coyotes de construir un nuevo pabellón en Tempe, donde el equipo jugaba desde 2022 de manera provisional en el Mullett Arena, un recinto de 5000 espectadores de capacidad. En mayo de 2023, los votantes de Tempe rechazaron el proyecto del nuevo recinto.
Ante esta situación surgieron rumores de un posible traslado de la franquicia. El 18 de abril de 2024 la NHL anunció el establecimiento de una nueva franquicia en Salt Lake City a partir de los activos de los Coyotes. Los Coyotes suspendieron sus operaciones ese mismo día.
El equipo hizo su debut en la temporada 2024-25 bajo el nombre provisional de Utah Hockey Club. En su estreno oficial derrotaron por 5-2 a los Chicago Blackhawks. Dylan Guenther marcó el primer gol de la historia de la franquicia.